# Kris Lemche
Kristopher Lemche, mais conhecido como Kris Lemche (Brampton, 1 de janeiro de 1978) é um ator canadense.

## Biografia
Frequentou a escola Mayfield School of Arts, não porque queria ser um ator, e sim porque seus amigos frequentavam. Abandonando a ideia de estudar bioquímica na universidade, ele se mudou para Prince Edward Island para trabalhar em uma série da CBC chamada Emily of New Moon. Com seu trabalho, não apenas ganhou o Gemini Award, mas também trouxe a atenção de vários diretores.
Viajou a Dublin para filmar Newton: A Tale of Two Issacs, foi para Romênia para filmar Teen Knight e foi a Praga para filmar Joan of Arc. Ele também não se deu mal no Canadá, trabalhando em  La Femme Nikita, eXistenZ, Ginger Snaps e Knockaround Guys. Quando se mudou para Los Angeles, trabalhou em Dragnet, My Guide to Becoming a Rock Star e Joan of Arcadia.

## Filmografia

### Filmes
| Ano  | Título                                  | Papel               | Notas          |
| ---- | --------------------------------------- | ------------------- | -------------- |
| 1997 | Newton: A Tale of Two Isaacs            | Humphrey Newton     | Filme de TV    |
| 1999 | Teen Knight                             | Peter               |                |
| 1999 | eXistenZ                                | Noel Dichter        |                |
| 1999 | Joan of Arc                             | Emile               | Filme de TV    |
| 1999 | Johnny                                  | Sean                |                |
| 2000 | Ginger Snaps                            | Sam                 |                |
| 2000 | Saint Jude                              | Gabe                |                |
| 2000 | Children of Fortune                     | Shane Robertson     | Filme de TV    |
| 2001 | Bailey's Mistake                        | Malachy             | Filme de TV    |
| 2001 | Knockaround Guys                        | Decker              |                |
| 2002 | My Little Eye                           | Rex                 |                |
| 2004 | The Last Casino                         | Scott               | Filme de TV    |
| 2005 | A Simple Curve                          | Caleb               |                |
| 2006 | Roundhay Garden Scene 2                 | O Espião canadense  | Curta-metragem |
| 2006 | Final Destination 3                     | Ian McKinley        |                |
| 2006 | Jack Rabbit                             | Darien DeCallo      | Curta-metragem |
| 2006 | State's Evidence                        | Patrick             |                |
| 2007 | The FP                                  | KCDC                | Curta-metragem |
| 2007 | The Day the Dead Weren't Dead           | Vincent Baker       | Curta-metragem |
| 2008 | 24: Redemption                          | Chris Whitley       | Filme de TV    |
| 2008 | Conversation with the Supplicant        | Supplicant          | Curta-metragem |
| 2009 | Rosencrantz and Guildenstern Are Undead | Vince               |                |
| 2009 | Fault Line                              |                     |                |
| 2010 | Edgar Floats                            | Timmy/Bunny         | Filme de TV    |
| 2011 | In Time                                 | Markus              |                |
| 2011 | Green Guys                              | Travis Howard       |                |
| 2012 | Alter Egos                              | Fridge              |                |
| 2013 | The Frankenstein Theory                 | Jonathan Venkenhein |                |
| 2015 | Magic Hour                              | Dillon Fox          |                |
| 2016 | You Above All                           |                     |                |
| 2016 | They're Watching                        | Alex Torini         |                |

### Televisão
| Ano  | Título                              | Papel            | Notas                                                                 |
| ---- | ----------------------------------- | ---------------- | --------------------------------------------------------------------- |
| 1996 | Flash Forward                       | Zed Goldhawk     | Ep: "Double Bill"                                                     |
| 1996 | Goosebumps                          | Sticks           | Ep: "The Scarecrow Walks at Midnight"                                 |
| 1998 | Eerie, Indiana: The Other Dimension | Rodney Covington | Ep: "The Goody Two-Shoes People"                                      |
| 1998 | Emily of New Moon                   | Perry Miller     | 32 episódios (1998–2000)                                              |
| 1998 | La Femme Nikita                     | Greg Hillinger   | 5 episódios (1998-2000)                                               |
| 2000 | Twitch City                         | Clinton          | Eps: "People Who Don't Care About Anything", "The Life of Reilly"     |
| 2002 | My Guide to Becoming a Rock Star    | Lucas Zank       | 5 episódios                                                           |
| 2003 | The Division                        |                  | Ep: "Murder.com"                                                      |
| 2003 | Dragnet                             | Randy Southbrook | Ep: "Sticks and Stones"                                               |
| 2003 | Joan of Arcadia                     | Cute Boy God     | 9 episódios (2003–2004)                                               |
| 2005 | Criminal Minds                      | Eddy Mays        | Ep: "Blood Hungry"                                                    |
| 2007 | Psych                               | Brandon Peterson | Ep: "Poker? I Barely Know Her"                                        |
| 2007 | Ghost Whisperer                     | Scott the Ghost  | Eps: "The Underneath", "Don't Try This at Home", "Weight of What Was" |
| 2009 | NCIS: Los Angeles                   | Tom Smith        | Ep: "Random on Purpose"                                               |
| 2010 | CSI: Crime Scene Investigation      | Joey             | Ep: "Sgweegel"                                                        |
| 2012 | Flashpoint                          | Stuart           | Ep: "Eyes In"                                                         |
| 2013 | CSI: NY                             | Anthony Lombardo | Ep: "Civilized Lies"                                                  |
| 2013 | Haven                               | Seth Byrne       | 6 episódios                                                           |
| 2014 | Agents of S.H.I.E.L.D.              | Ethan            | Ep: "Melinda"                                                         |

### Teatro
- Laughter on the 23rd Floor (1996) - Lucas Brickman
- Opening Night (1995) - Tom Delaney

## Premiações
- Gemini Award
  - 1998 - Best Performance by an Actor in a Featured Supporting Role in a Dramatic Series (Emily of New Moon)